# Milínov
Milínov település Csehországban, a Dél-plzeňi járásban. Milínov Veselá, Žákava, Šťáhlavy, Kornatice, Raková, Spálené Poříčí és Nevid településekkel határos. Lakosainak száma 218 fő (2024. január 1.).

## Népesség
A település lakosságának változását az alábbi diagram mutatja:
| Lakosok száma | 418  | 453  | 453  | 300  | 247  | 181  | 196  | 201  | 192  | 218  |
|               | 1869 | 1900 | 1921 | 1961 | 1980 | 2011 | 2016 | 2019 | 2021 | 2024 |